# Werner Schwarz (Nordischer Kombinierer)
Werner Schwarz (* 24. Jänner 1964) ist ein ehemaliger österreichischer Nordischer Kombinierer.
Seine erste und einzige Platzierung in den Punkterängen in einem Wettbewerb im Rahmen des Weltcups der Nordischen Kombination erreichte Schwarz am 17. Jänner 1987 im französischen Autrans. In einem Gundersen-Wettkampf von der Normalschanze mit einer sich daran anschließenden Langlaufdistanz über 15 Kilometer erzielte er den 15. Platz und damit einen Punkt. Am Ende der Saison 1986/87 belegte er den 42. Rang in der Gesamtweltcup-Wertung. Zudem nahm er an den Nordischen Skiweltmeisterschaften 1987 in Oberstdorf teil. Im Teamwettbewerb wurde er gemeinsam mit Günter Csar und Klaus Sulzenbacher Vierter und verpasste damit nur knapp den Gewinn einer Medaille.
| Saison  | Platz | Punkte |
| ------- | ----- | ------ |
| 1986/87 | 42.   | 01     |